# 고흥풍양중학교
고흥풍양중학교(高興豊陽中學校)는 대한민국 전라남도 고흥군 풍양면 율치리에 있는 공립 중학교이다.

## 학교 연혁
- 1971년 1월 6일 : 고흥풍양중학교 설립인가(15학급)
- 1971년 2월 16일 : 초대 안상백 교장 취임
- 1971년 3월 8일 : 고흥풍양중학교 개교
- 2025년 1월 10일 : 제52회 졸업 12명(총 졸업생 7,145명)
- 2025년 3월 1일 : 제23대 최재철 교장 부임

## 참고 자료
- 고흥풍양중학교 - 한국교육학술정보원 학교알리미